# Pfarrhaus Frohnberg (Hahnbach)

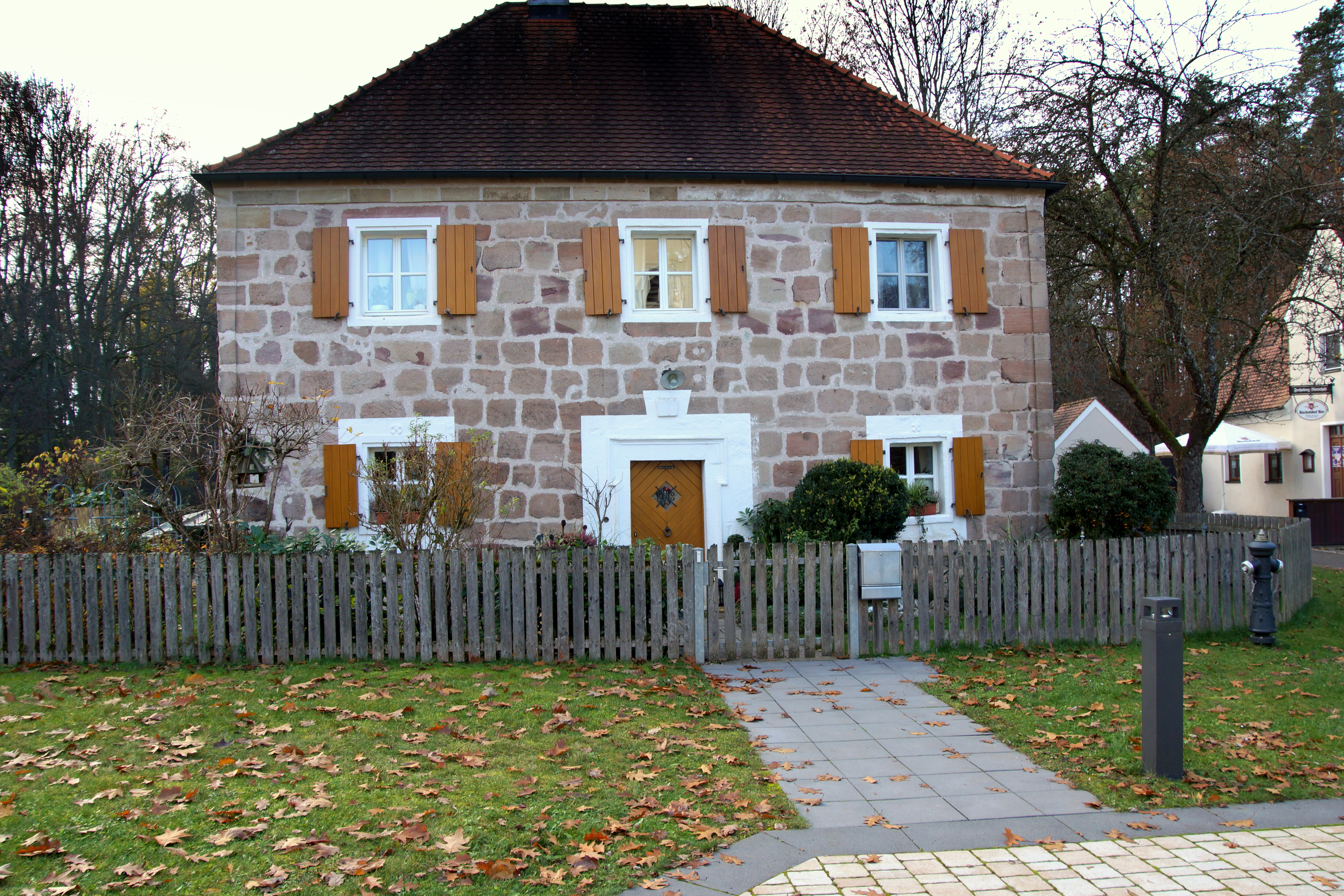
Ehemaliges Pfarrhaus in Frohnberg

Das Pfarrhaus in Frohnberg, einem Gemeindeteil von Hahnbach im Oberpfälzer Landkreis Amberg-Sulzbach in Bayern, wurde in der Mitte des 18. Jahrhunderts errichtet. Das ehemalige Pfarrhaus in der Nähe der katholischen Wallfahrtskirche Unserer Lieben Frau ist ein geschütztes Baudenkmal.
Der zweigeschossige Sandsteinbau mit Walmdach und geohrten Faschen besitzt drei Fensterachsen an der Straßenseite.